# 汶萊軍事
汶萊皇家武裝部隊（马来语:Angkatan Bersenjata Diraja Brunei或ABDB）是負責文莱达鲁萨兰国的國土完整及國家主權獨立的軍事武裝力量，大致上由汶萊皇家陸軍、汶萊皇家海軍及汶萊皇家空軍三個組成部分構成。

## 概要
汶萊皇家武裝部隊成立於1961年5月31日。在1965年5月31日當時，被稱為Askar Melayu Brunei（馬來語：汶萊馬來兵團）；之後，名稱被添上Diraja（馬來語：皇家），是一種象徵皇冠與榮耀的意思，全名成為汶萊皇家馬來兵團。到了1984年1月1日的汶萊獨立紀念日，汶萊皇家馬來兵團再次改名為 Angkatan Bersenjata Diraja Brunei（馬來語：汶萊皇家武裝部隊）。
在傳統上，只有汶萊公民的馬來族（原住民）可以爭取在汶萊皇家武裝部隊服役。這些馬來族包括Belait、Bisaya、Brunei、Dusun、Kedayan、Murut、和Tutong等汶萊憲法所界定之民族。兵役不是強制性的，也沒有任何的軍事草案在汶萊。 
汶萊皇家武裝部隊（RBAF）所使用的外國軍事設備範圍廣泛，有很大比例來自英國、法國等歐洲國家及美國。文萊皇家陸軍是汶萊規模最大的武裝力量，皇家空軍和皇家海軍的規模則相對較小。在汶萊沒有任何的軍事打擊或實戰經驗，但最近已積極參與國際性的人道主義與維持和平任務的區域部署行動。汶萊也廣泛與新加坡進行軍事交流。

## 汶萊皇家陸軍
兵力約4,900人。

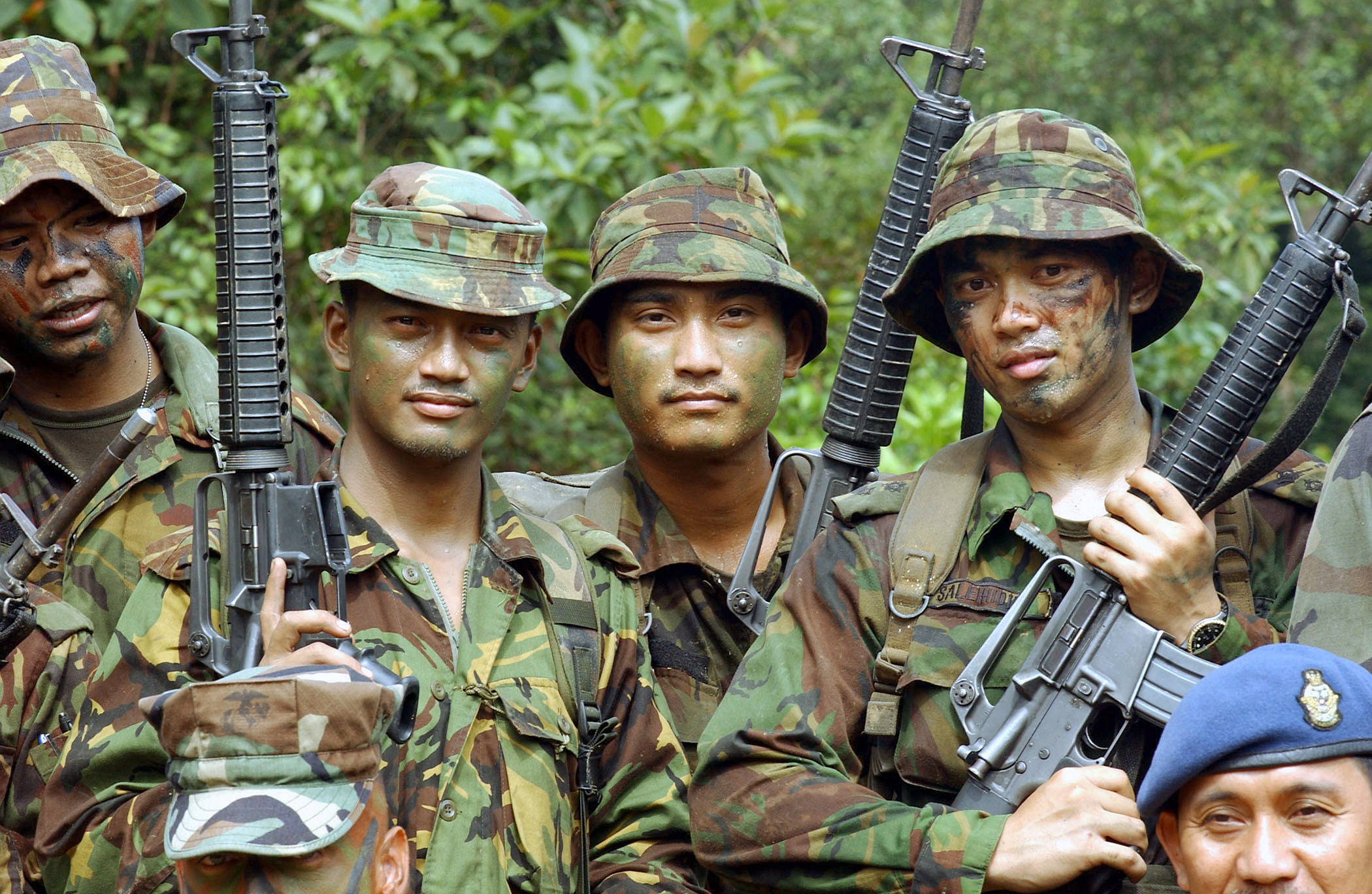
汶萊陸軍

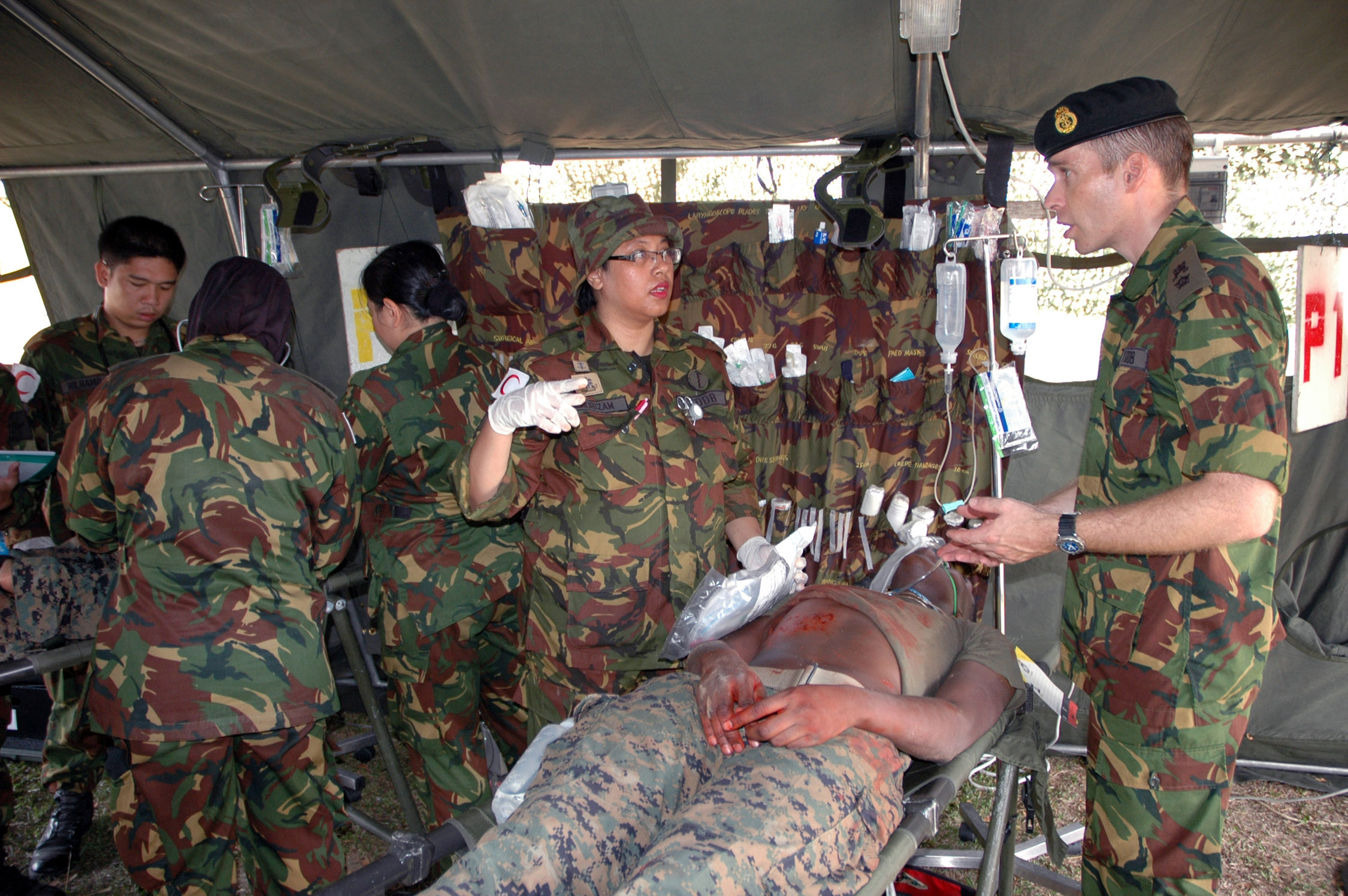
醫療連

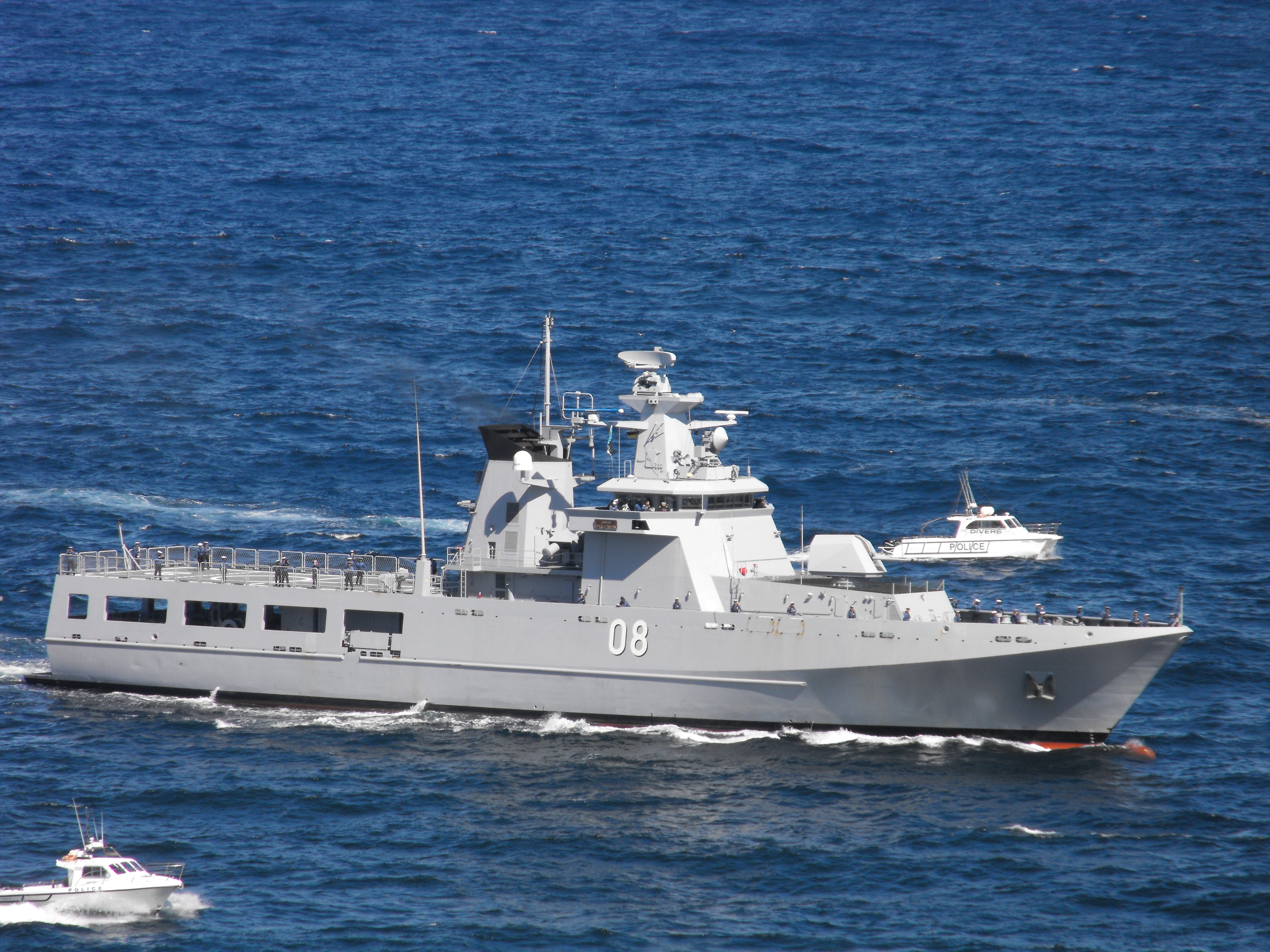
KDB巡防艦

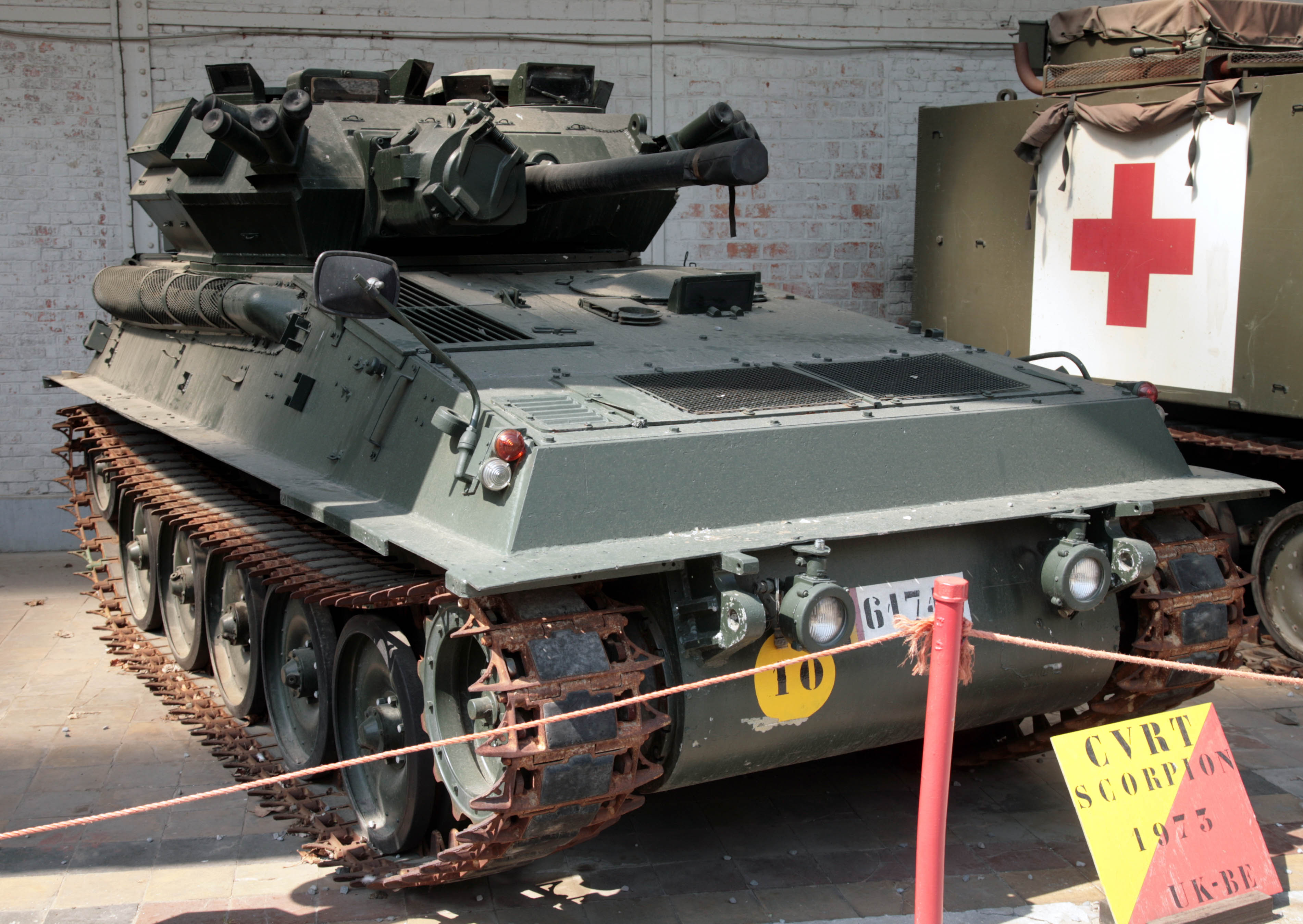
FV101小戰車

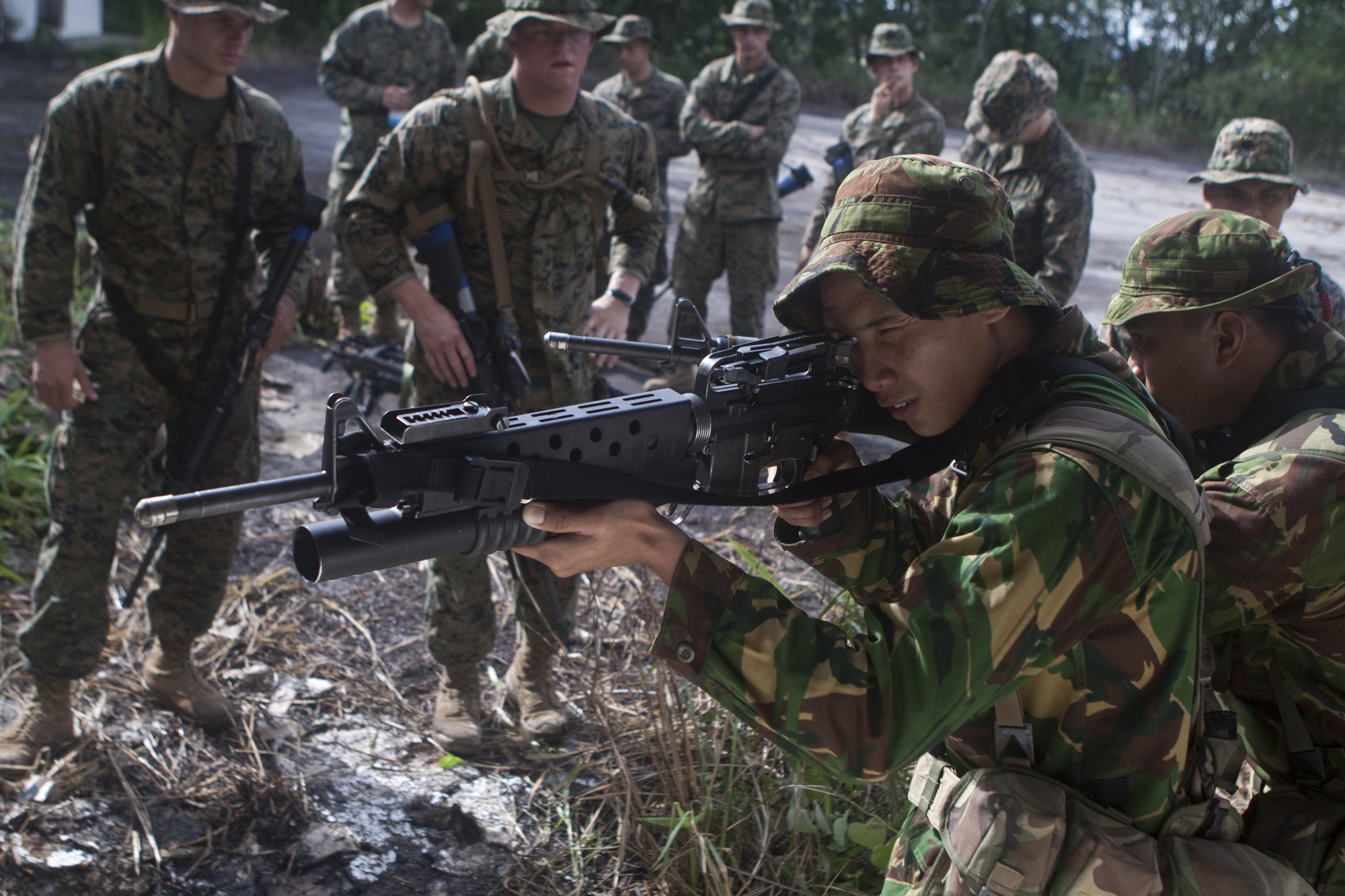
M16步槍

汶萊皇家陸軍（Royal Brunei Land Forces）是一個旅級規模的部隊，由3個作戰營和1個支援營組成。汶萊皇家陸軍的主要責任是反制任何來自內部或外部的威脅，以維護國家安全和捍衛國家主權。 

### 編制
汶萊皇家陸軍主要有4個營：
- 第1營，於1962年在馬來西亞的波德申成立。駐防地在Berakas，下設有Marka連和5個（A、B、C、D和E）步槍連[6]。
- 第2營，成立於1975年1月。駐防地在1976年5月遷移至都東。
- 第3營，成立於1994年5月。駐防地在2007年6月遷移至白拉奕區。
- 支援營，原本設有5個單位，在1990年1月進行整編，目前下轄裝甲偵察連、戰鬥工兵隊和營部支援連3個單位，駐防地在白拉奕區。

### 裝備
- M16突擊步槍
- Bedford Vehicles車系
- Land Rover Defender
- VAB 裝甲車運兵車 - 26輛
- FV101 毒蠍式戰車 - 16輛
- L118 105mm 榴彈砲 - 6門

## 汶萊皇家海軍
兵力約1,000人。
汶萊皇家海軍（Royal Brunei Navy），成立於1965年6月14日，是汶萊皇家武裝部隊成立的第二個單位。該部隊總部設在文萊麻拉區的穆拉（Muara）。汶萊皇家海軍是一個小而裝備精良的部隊，其主要責任是進行搜索和救援任務，以遏制和捍衛汶萊水域的海上打擊部隊.
。

### 任務與編制
汶萊皇家海軍的任務如下： 
- 海上展開攻擊的威懾力量
- 保護國家的近海資源
- 維護南海的通信線路（SLOC）
- 監測200海浬專屬經濟區
- 海上搜尋與救援行動
- RBAF的任務支援單位
- 提供其他安全機構和汶萊國防部的任務支援。

汶萊皇家海軍分為4個主要組成部分： 
- 作戰艦隊
- 行政單位
- 訓練中心
- 後勤支援

### 裝備與海軍基地
- 4×達魯薩蘭級巡邏艦
- 4×伊蒂哈德級巡邏艇（英语：Ijtihad-class patrol boat）
- 2×兩棲突擊載具分別是KDB Mustaed和Waspada-class fast attack craft各一艘
- 2×薩菈莎登陸艇（英语：Serasa-class landing craft）
- 1×大關級登陸艇（英语：Damuan-class landing craft）
- 17×內河用小型武裝船隻（特種作戰中隊所使用）
- 1×動力船Burong Nuri
- 23×水警巡邏艇
- Muara 海軍基地

## 汶萊皇家空軍
兵力約1,100人。
汶萊皇家空軍（Royal Brunei Air Force）成立於1991年10月1日。目前設在汶萊國際機場內的Rimba空軍基地。汶萊皇家空軍負責保衛國家領空和提供由空中監控陸地和海上邊界.。

### 編制與裝備
汶萊皇家空軍分為5個主要組成部分：
- 作動部隊
  - 第1飛行中隊、配備貝爾212型和貝爾214ST型直升機。
  - 第2飛行中隊、配備MBB Bo 105直升機
  - 第4飛行中隊、配備S-70直升機
  - 第5飛行中隊、配備CN-235
  - 戰術空降部署部隊
  - 消防部隊
- 防空團
  - 第33中隊、配備劍桿攜帶型防空飛彈
  - 第38中隊、配備Mistral missile攜帶型防空飛彈
  - 基地防衛中隊、保護Rimba空軍基地
  - 技術培訓學校
- 後勤部隊
  - 工程中隊
  - 勤務支援中隊
  - 技術設備維修部（TEMD）
- 訓練部、配備PC-7和貝爾206型
  - 飛行訓練學校（FTS）
  - 空軍技術培訓學校（ATTS）
  - 標準及評價中隊（STANEVAL）
- 行政部
  - 體能訓練科
  - 收費處
  - 憲兵團
  - 軍事運輸和文職辦事處

## 備註
1. ↑  簡介-文萊皇家武裝部隊 的存檔，存档日期2007-04-28. - 取自19-04-2007
2. ↑  軍事記錄，汶萊 （页面存档备份，存于） - 取自 20-04-2007
3. ↑  汶萊:居留權合約 （页面存档备份，存于） - 取自 20-04-2007
4. ↑  汶萊皇家陸軍 的存檔，存档日期2007-04-02. - 取自 20-04-2007
5. ↑  汶萊皇家陸軍組織章程第1頁 的存檔，存档日期2007-09-27. - 取自 23-04-2007
6. ↑  汶萊皇家陸軍組織章程第2頁 的存檔，存档日期2007-02-22. - 取自 23-04-2007
7. ↑  汶萊皇家海軍 的存檔，存档日期2007-04-02. - 取自 20-04-2007
8. ↑  汶萊皇家空軍 的存檔，存档日期2007-04-02. - 取自 20-04-2007
9. ↑  汶萊皇家空軍組織章程 的存檔，存档日期2007-02-20. - 取自 21-04-2007

## 外部連結
- 汶萊，國防部 （页面存档备份，存于）